# Floater (HTML)
Een floater in de context van een webpagina, is een onderdeel van een webpagina dat over de normale tekst valt. Het lijkt in veel opzichten op een pop-up. Een pop-up is echter een nieuwe window, die wordt aangemaakt vanuit een geopende webpagina. Een floater is daarentegen een onderdeel van de geopende webpagina zelf.

## Technisch
Feitelijk is een floater een div of iframe waarvan de positie op absolute is gezet (in plaats van het standaard static), en de z-index hoger is dan die van de rest van de pagina. Daardoor kan de floater op elke positie over rest van de pagina worden getoond.

## Gebruik voor reclame op internet
Floaters worden onder andere gebruikt als vervanging van pop-ups voor reclame-uitingen, aangezien pop-up blockers in moderne webbrowsers standaard zijn geworden. Wanneer ze gebruikt worden voor reclame, zijn floaters op een andere manier vervelend.
- Pop-ups verdwijnen niet automatisch als men de pagina verlaat, floaters wel.
- Floaters zijn niet altijd weg te klikken, dat hangt af van de manier waarop ze zijn aangemaakt, pop-ups kunnen wel weggeklikt worden. Floaters zijn in sommige gevallen weg te klikken, in andere gevallen zijn ze zo geprogrammeerd dat ze na een bepaald aantal seconden vanzelf onzichtbaar worden.

Omdat voor floaters een totaal andere techniek wordt gebruikt dan voor pop-ups, werken pop-up blockers niet tegen floaters. Wel is het zo dat floaters die voor reclame worden gebruikt, vaak verzorgd worden door een extern internetreclamebureau. Door de domeinen van dergelijke organisaties af te sluiten, bijvoorbeeld met de extensie Adblock Plus of door het aanpassen van het hosts-bestand in Windows, worden ze geblokkeerd.

## Nuttig gebruik
De techniek die voor floaters wordt gebruikt is erg vergelijkbaar met de techniek die wordt gebruikt voor dynamische menu's op webpagina's. Ook op andere manieren wordt dezelfde techniek gebruikt voor het verhelderen van webpagina's, denk aan teksten met uitleg die verschijnen als men met de muis over een navigatiemenu heen gaat.
Het is daarom vrijwel onmogelijk om reclame-floaters uit te schakelen, en tegelijkertijd het nuttig gebruik te blijven behouden. 

## Andere benamingen
Hoewel de techniek van floaters niet nieuw is, is het gebruik hiervan sterk in opkomst als reactie op het toenemend gebruik van pop-up blockers. De naamgeving van dit verschijnsel is nog niet helemaal uitgekristalliseerd. Floater op dit moment de meest gangbare naam,  maar het wordt ook wel inline pop-up genoemd.